# Sharleen Spiteri
Sharleen Eugene Spiteri (født 7. november 1967 i Glasgow) er en skotsk sanger. Hun er forsanger i popgruppen Texas.
I 2008 udgav hun solo-albummet Melody med hjælp fra Michael Bannister og Johnny McElhone fra Texas samt Ross Hamilton.